# Aurelio Major
Aurelio Major (1963) es un poeta, antólogo, traductor y editor en lengua española.

## Trayectoria
Ha publicado poemas y artículos en las revistas Vuelta, Letras Libres, Poesía y Poética, Rosa Cúbica, Sibila, Hablar/Falar de Poesía, La Gaceta del Fondo de Cultura Económica, Periódico de Poesía, Granta , Cuadernos Hispanoamericanos y en los periódicos El País, Novedades, La Razón, La Vanguardia y Milenio.
Fue director de la editorial adscrita a la revista Vuelta, presidida por Octavio Paz; director editorial de la filial mexicana de Tusquets Editores; y cofundador con Valerie Miles de la revista Granta en español.
Ha antologizado la obra de Edmund Wilson, Basil Bunting, Eliot Weinberger, Tomás Segovia, Ida Vitale, Francisco Ferrer Lerín y Eduardo Milán. 
Es traductor al español de la obra de Susan Sontag, Eliot Weinberger, David Rieff y Basil Bunting, y de poesía de Charles Tomlinson, Michael Hamburger y George Oppen, entre otros poetas de lengua inglesa. 
Fue comisario en España de las conmemoraciones en 2014 del Centenario de Octavio Paz, y de la exposición asociada, Escritura Indeleble del Incendio. Octavio Paz y Cataluña.
Ha sido jurado de diversos reconocimientos, entre ellos el patrocinado por la Fundación Susan Sontag, del Premio Formentor de las Letras que en 2014 otorgó el galardón a Enrique Vila-Matas y y del Premio FIL de Literatura en Lenguas Romances concedido en 2019 a David Huerta.
Es profesor del Máster de Edición de la Universidad Pompeu Fabra en Barcelona.
Es tataranieto de Luis Terrazas.

## Libros

### Poesía
- Aurelio Major (2013). Trifulca. Barcelona: Joan Pujagut.
- Aurelio Major (2019). Pródromo. Madrid: Libros de la Resistencia. ISBN 978-84-15766-44-5.[22][23]
- Aurelio Major (2019). Pródromo. México: Vaso Roto. ISBN 978-84-120709-6-5.

### Antologías
- Eduardo Milán (1991). Al margen del margen. Compilación. México: Casa del Tiempo. ISBN 970-620-013-4.
- Gerardo Deniz (1992). op. cit. Compilación. México: Casa del Tiempo. ISBN 970-620-117-3.
- VV. AA. (1994). Las palabras son puentes. A Octavio Paz en sus ochenta años. Compilación mundial. México: Vuelta. ISBN 968-6229-99-X.
- Tomás Segovia (2003). En los ojos del día. Compilación y nota. Barcelona: Galaxia Gutenberg. ISBN 978-84-8109-439-8.
- Basil Bunting (2004). Briggflatts y otros poemas. Compilación, traducción, prólogo y notas. Barcelona: Lumen. ISBN 978-84-264-1432-8.
- Edmund Wilson (2008). Obra selecta. Compilación, prólogo y notas. Barcelona: Lumen. ISBN 978-84-264-1680-3. Nueva edición: Wilson, Edmund (2022). Obra selecta. Compilación, prólogo y notas. Barcelona: Lumen. ISBN 9788426418104.
- VV. AA. (2010). Granta. The Best of Young Spanish Novelists (en inglés). Compilación y prólogo. Londres: Granta. ISBN 978-1-905881-23-9.
- VV. AA. (2010). Granta. Los mejores narradores jóvenes en español. Compilación y prólogo. Barcelona: Duomo. ISBN 978 84 92723 59 9.
- Eliot Weinberger (2012). Las cataratas. Compilación y traducción. Barcelona: Duomo. ISBN 978-84-15-35525-0.
- VV. AA. (2013). Spain's Great Untranslated (en inglés). Compilación. Nueva York: Words Without Borders. ISBN 978-0 9889051-0-8.
- Ida Vitale (2017). Poesía reunida. Compilación y nota editorial. Barcelona: Tusquets. ISBN 978-84-9066-417-9.
- Francisco Ferrer Lerín (2023). Poesía reunida. Compilación y epílogo. Barcelona: Tusquets. ISBN 978-84-1107-281-6.

### Otras ediciones
- Eduardo Moga (2015). La disección de la rosa. Prólogo. Mérida: Editora Regional de Extremadura. ISBN 978-84-9852-460-4.
- Octavio Paz (2016). De una palabra a la otra: Los pasos contados. Edición y prólogo. Madrid: Vaso Roto. ISBN 978-84-16193-46-2.
- María José Bruña Bragado, ed. (2017). Vértigo y desvelo: dimensiones de la creación de Ida Vitale. "La poesía además migra a su prosa". Salamanca: Ediciones Universidad de Salamanca. ISBN 978-84-9012-734-6.
- Bertrand Russell (2017). Viaje a la revolución. Práctica y teoría del bolchevismo y otros escritos. Edición, epílogo y notas. Barcelona: Ariel. ISBN 978-84-344-2702-0. Nueva edición: Bertrand Russell (2021). Viaje a la revolución. Práctica y teoría del bolchevismo y otros escritos. Edición, epílogo y notas. Barcelona: Ariel. ISBN 978-84-344-3320-5.
- Susan Sontag (2018). Declaración. Cuentos reunidos. Edición española, nota. Barcelona: Literatura Random House. ISBN 978-84-397-3403-1.
- María José Bruña Bragado, ed. (2021). Ida Vitale. La escritura como morada. "Natural cortesía retributiva". Sevilla: Editorial Universidad de Sevilla. ISBN 978-84-472-3108-9.
- Eliot Weinberger y Lydia Davis (2023). Dos escenas americanas. Traducción y epílogo. Barcelona: Kriller71. ISBN 978-8412739909.

### Traducciones

#### Susan Sontag
- Ante el dolor de los demás. Madrid: Alfaguara. 2003. ISBN 978-84-204-6670-5.
- Cuestión de énfasis. Madrid: Alfaguara. 2007. ISBN 978-84-204-7085-6.
- Al mismo tiempo. Ensayos y conferencias. Barcelona: Penguin Random House. 2007. ISBN 978-84-397-2053-9.
- Renacida. Diarios tempranos. Barcelona: Penguin Random House. 2011. ISBN 978-84-397-2214-4.
- La conciencia uncida a la carne. Diarios de madurez. Barcelona: Penguin Random House. 2014. ISBN 978-84-397-2562-6.
- Obra imprescindible. Barcelona: Penguin Random House. 2022. ISBN 978-8439736400.
- De las mujeres. Barcelona: Debate. 2024. ISBN 978-84-19951-13-7.

#### Eliot Weinberger
- Rastros kármicos. Barcelona: Emecé. 2002. ISBN 978-84-95908-36-0.
- 12-S. Cartas de Nueva York. Barcelona: Ediciones del Bronce. 2003. ISBN 978-84-8453-141-8.
- Algo elemental. Vilaür: Atalanta. 2010. ISBN 978-84-937247-0-2.
- Diecinueve maneras de ver a Wang Wei (y otras más). Barcelona: Días Contados. 2017. ISBN 978-84-945664-6-2.

#### David Rieff
- Un mar de muerte. Barcelona: Debate. 2008. ISBN 978-84-8306-805-2.
- Contra la memoria. Barcelona: Debate. 2012. ISBN 978-84-9992-119-8.
- El oprobio del hambre. Con Lucas Aznar. Barcelona: Taurus. 2016. ISBN 978-84-306-1757-9.
- Elogio del olvido. Barcelona: Debate. 2017. ISBN 978-84-9992-557-8.

#### Otras
- Michael Hamburger (1988). Antología. Con V. Volkow y M. A. Flores. México: El Tucán de Virginia. ISBN 968-499-9111-7.
- Eliot Weinberger (1992). Una antología de la poesía norteamericana desde 1950. Con otros traductores. México: Ediciones del Equilibrista. ISBN 968-6285-66-0.
- Cyril Connolly (1993). Cien libros clave del movimiento moderno. México: Fondo de Cultura Económica. ISBN 968-16-4111-X.
- George Steiner (1995). Después de Babel. Con Adolfo Castañón. México: Fondo de Cultura Económica. ISBN 968-16 1696-7.
- Charles Tomlinson (1996). La galería del zorro. Con otros traductores. México: El Tucán de Virginia / Editorial Vuelta. ISBN 968-6756-28-0.
- VV. AA. (1998). La prisión donde vivo. Antología del PEN de escritores encarcelados. Con Aura Levy. Barcelona: Galaxia Gutenberg. ISBN 84-8109-176-6.
- David Brading (2002). La virgen de Guadalupe. Con Aura Levy. México: Taurus. ISBN 968-19-0659-4.
- Evelyn Waugh (2008). Robo al amparo de la ley. Madrid: Homo Legens. ISBN 978-84-936061-5-2.
- Vladimir Nabokov (2019). Sueños de un insomne. Con Valerie Miles. Terrades: Wunderkammer. ISBN 978-84-949725-4-6.